# Ecce homo (livro)
Ecce homo: como alguém se torna o que é (em alemão: Ecce homo. Wie man wird, was man ist) é uma das obras mais controversas de Nietzsche, publicada em meio ao agravamento de sua doença e transtorno mental. Foi último livro original escrito pelo filósofo antes de sua morte em 1900, tendo sido escrito em 1888 e não foi publicado até 1908.
A obra "Ecce Homo" revela a profunda preocupação de Nietzsche em ser compreendido corretamente, evitando equívocos e distorções de sua filosofia. Ele expressou explicitamente a necessidade de não ser erroneamente "santificado" ou transformado em objeto de idolatria, antecipando uma interpretação que fosse contrária à sua visão de mundo. Em suas próprias palavras, Nietzsche manifestou o temor de ser percebido como um santo, declarando enfaticamente: "Eu sou um aprendiz do filósofo Dionísio, e faço mais gosto em ser tomado como sátiro do que santo."
Esse receio revela a aversão de Nietzsche à santificação, pois ele desejava ser compreendido como alguém que celebrava a vitalidade, a espontaneidade e a individualidade, em oposição a uma figura venerada de maneira desprovida de sua complexidade humana. A rejeição à santidade é, portanto, uma afirmação de sua busca pela autenticidade e pela aceitação plena das facetas não convencionais da existência. Ademais, Nietzsche também destacou, como registrado em "A Gaia Ciência", que não buscava ser imitado, mas sim ser tomado como modelo. Esta distinção reflete seu anseio por ser compreendido em um nível mais profundo, não como uma figura a ser copiada servilmente, mas como um guia que inspira a busca da própria singularidade e originalidade. Ao desencorajar a imitação cega, Nietzsche convida seus leitores a absorverem seus ideais de forma crítica, adaptando-os às suas próprias experiências e perspectivas.
Em suma, a abordagem cautelosa de Nietzsche em "Ecce Homo" revela não apenas seu desejo de clareza, mas também sua resistência a ser transformado em uma figura distorcida por interpretações simplistas. Ele aspirava a ser compreendido como um defensor da diversidade, da criatividade e da singularidade, rejeitando qualquer tentativa de reduzi-lo a uma figura santa ou imitável de maneira acrítica. Em "Ecce Homo", Nietzsche mergulha profundamente em sua própria trajetória literária, oferecendo uma análise minuciosa do contexto e do significado de cada uma de suas obras. De maneira eloquente, o filósofo não hesita em citar uma variedade de autores, desde os mais renomados até os menos conhecidos, revelando a diversidade de influências que moldaram sua perspectiva filosófica única.
O autor não se limita a simplesmente listar suas realizações, mas busca contextualizá-las, situando cada obra no momento específico de sua vida. Essa abordagem proporciona ao leitor uma compreensão mais profunda das motivações, desafios e inspirações que deram origem a cada uma de suas contribuições para o mundo da filosofia. Ao fornecer sinopses de seus escritos, Nietzsche oferece uma espécie de "roteiro interpretativo", convidando seus leitores a explorarem não apenas as palavras, mas também os contextos emocionais e intelectuais que permeiam suas criações. A reverência manifestada por Nietzsche, particularmente em relação a "Assim Falou Zaratustra", destaca a importância que ele atribuía a essa obra em particular. Ele a proclama não apenas como uma realização pessoal, mas como uma obra-prima que transcende sua individualidade, elevando-se ao status de contribuição significativa para toda a humanidade. Este reconhecimento reflete não apenas o orgulho em sua própria produção, mas também a convicção de que suas ideias tinham implicações universais e atemporais.
É notável o cuidado de Nietzsche em assegurar que sua obra continuasse a alcançar um público mais amplo, mesmo após o surgimento de sua profunda enfermidade. A preocupação em saber que seus escritos foram publicados e traduzidos revela seu desejo de manter viva a chama de suas ideias, garantindo que pudessem ser acessíveis a uma audiência global. Esse compromisso com a disseminação de suas ideias atesta a importância que Nietzsche atribuía ao diálogo filosófico e à continuidade de seu legado, mesmo diante de desafios pessoais consideráveis.

## Interpretação
"Ecce Homo" é uma obra autobiográfica escrita por Friedrich Nietzsche, onde ele se propõe a oferecer sua própria perspectiva sobre seu desenvolvimento como filósofo e indivíduo. Publicada pouco antes de sua deterioração mental, a obra reflete a autoexposição radical de Nietzsche, abordando sua infância, gostos pessoais e visão para a humanidade. O autor revisita e fornece resenhas de suas principais obras, delineando seu percurso intelectual, desde "O Nascimento da Tragédia" até "O Caso Wagner". Essa obra assume um papel significativo na compreensão da totalidade do pensamento de Nietzsche, pois oferece uma visão interna do autor sobre sua própria filosofia. O título, traduzido como "Eis o Homem", destaca a autenticidade e a singularidade do indivíduo Nietzsche diante das convenções sociais e filosóficas. A oposição de Nietzsche à religião, evidenciada em "Ecce Homo" e ao longo de sua obra, pode ser atribuída à crítica radical que ele faz à moralidade cristã. Nietzsche via o cristianismo como uma fonte de decadência, limitando a expressão genuína da natureza humana ao impor valores ascéticos e valores de negação da vida. Sua oposição à religião reflete sua busca por uma ética que celebre a vitalidade, a afirmação da vida e a autenticidade individual, em contraste com o que ele percebia como as restrições e ilusões impostas pelo cristianismo.
Segundo um dos mais proeminentes tradutores de Nietzsche para o inglês, Walter Kaufmann, o livro oferece "a própria interpretação de Nietzsche sobre seu desenvolvimento, suas obras e seu significado". A obra compreende vários capítulos com títulos autoelogiosos, tais como "Por que Sou tão Sábio", "Por que Sou tão Inteligente", "Por que Escrevo Livros tão Bons" e "Por que Sou um Destino". Em "Nietzsche: Filósofo, Psicólogo, Anticristo", Kaufmann destaca os paralelos internos, tanto em forma quanto em linguagem, com a Apologia de Platão, que registra o Julgamento de Sócrates. De fato, Nietzsche estava submetendo a si mesmo a julgamento com essa obra, e seus comentários engraçados e títulos de capítulo podem ser interpretados como mordazes, zombeteiros, autodepreciativos ou astutos.
Dentro desta obra, Nietzsche está conscientemente esforçando-se para apresentar uma nova imagem do filósofo e de si mesmo, propondo, por exemplo, um filósofo "que não é um acadêmico alexandrino nem um sábio apolíneo, mas dionisíaco". Kaufmann compara Ecce Homo a uma obra literária equiparável em talento artístico às pinturas de Vincent van Gogh. Nietzsche argumenta que se destaca como um grande filósofo devido à sua avaliação incisiva da fraude piedosa que permeia toda a Filosofia, interpretando-a como um desvio da honestidade quando mais necessário e uma falha covarde em perseguir seu objetivo declarado até seu fim razoável.
Nietzsche insiste que seu sofrimento não é nobre, mas sim o resultado esperado de uma investigação rigorosa dos recônditos mais profundos do autoengano humano. Ele afirma que ao superar suas próprias agonias, uma pessoa alcança mais do que simples relaxamento ou acomodação diante de dificuldades intelectuais ou ameaças literais. Proclamando o valor supremo de todas as experiências que viveu, incluindo a morte prematura de seu pai e sua quase cegueira — exemplos de amor ao Destino ou amor fati — Nietzsche destaca que o ponto crucial reside na ideia de que ser "um homem" sozinho é verdadeiramente mais significativo do que ser "um Cristo".
Um dos principais objetivos de "Ecce Homo" era proporcionar a perspectiva única de Nietzsche sobre seu papel como filósofo e ser humano. Ele expressou esse propósito ao escrever: "Nestas circunstâncias, tenho um dever contra o qual meus hábitos, e ainda mais, o orgulho dos meus instintos, se revoltam no fundo — a saber, dizer: Ouça-me! Pois sou tal e tal pessoa. Acima de tudo, não me confunda com outra pessoa!". Ao longo do livro, utilizando o estilo caracteristicamente hiperbólico de seu período posterior (1886–1888), Nietzsche explora sua infância, seus gostos individuais e sua visão para a humanidade.
Ele fornece resenhas e insights sobre várias de suas obras, incluindo "O Nascimento da Tragédia", "Considerações Extemporâneas", "Humano, Demasiado Humano", "Aurora", "A Gaia Ciência", "Assim Falou Zaratustra", "Para Além do Bem e do Mal", "A Genealogia da Moral", "Crepúsculo dos Ídolos" e "O Caso Wagner". O último capítulo de "Ecce Homo", intitulado “Por que sou um destino”, concentra-se principalmente em reiterar o pensamento de Nietzsche sobre o cristianismo, corroborando a decadência dessa religião e expondo suas ideias para desmantelar a moralidade cristã. O livro é assinado por Nietzsche como “Dionísio versus o Crucificado”.
Nietzsche, ao longo de sua obra, questionou a moralidade tradicional e os valores estabelecidos, propondo uma abordagem mais afirmativa e dinâmica da existência. Ele via a religião como uma força que negava a vitalidade humana ao promover ideais de resignação e submissão. A oposição de Nietzsche à religião era, portanto, uma parte integral de sua busca por uma nova forma de moralidade que permitisse a expressão plena da natureza humana. Em "Ecce Homo", o último capítulo intitulado "Por que sou um destino" reforça essa oposição ao explorar o pensamento de Nietzsche sobre o cristianismo. Ele argumenta que a moralidade cristã é uma tentativa de negar o corpo, a sensualidade e a vida terrena, enfatizando a necessidade de transcender essas limitações para alcançar uma suposta vida eterna. Nietzsche, ao contrário, advogava por uma aceitação completa da vida, com todas as suas complexidades, dores e alegrias.
A oposição de Nietzsche à religião, assim, emerge como uma crítica fundamental à tentativa de suprimir aspectos fundamentais da experiência humana em nome de um ideal transcendental. Sua filosofia, expressa não apenas em "Ecce Homo" mas em toda a sua obra, busca promover uma ética que abrace a totalidade da existência, defendendo a autenticidade, a criatividade e a vitalidade como valores supremos.